# Aris Veluchiotis
Aris Veluchiotis, vlastním jménem Athanasios Klaras (27. srpna 1905 Lamia – 16. června 1945 Arta), byl řecký partyzán, velitel Řecké lidové osvobozenecké armády (ELAS).
Pocházel ze zámožné rodiny, v niž byl jeho otec advokát. Vystudoval zemědělskou školu v Larise. Později vstoupil do Komunistické strany Řecka a byl redaktorem deníku Rizospastis. V době režimu Ioannise Metaxa byl vězněn. Po napadení Řecka státy Osy bojoval na albánské frontě a v roce 1942 se stal velitelem (kapetanios) odbojových jednotek ELAS. Přijal nom de guerre z řeckého označení boha války Arés a hory Veluchi v pohoří Pindos. Komunisty ovládaná ELAS měla až 50 000 členů, kteří bojovali nejen proti německým okupantům, ale také proti liberálnímu odbojovému hnutí Národní a sociální osvobození (EKKA).
Po vyhnání německých okupantů byla uzavřena Smlouva z Varkizy, podle níž měly být všechny partyzánské jednotky odzbrojeny. Veluchotis to odmítl, za což byl vyloučen z komunistické strany a pokračoval v boji proti královské vládě na vlastní pěst. Zemřel mezi 15. a 18. červnem roku 1945 v horách nedaleko Arty za nejasných okolností: podle oficiální verze spáchal sebevraždu poté, co jeho oddíl obklíčily vládní jednotky. Hlavy Veluchiotise a jeho pobočníka Leona Javellase byly pak vystaveny na náměstí v Trikale.
V anketě velcí Řekové se umístil na 31. místě.